# Fulton (Kentucky)
Fulton è un comune degli Stati Uniti d'America, situato nello Stato del Kentucky, nella contea di Fulton.